# Rakowski (miasto w Bułgarii)
Rakowski (bułg. Раковски) – miasto w Bułgarii; 15 tys. mieszkańców (2006). Powstało w 1966. po połączeniu 3 wiosek (Generał Nikołajewo, Sekirowo i Parczewicz). Nazwa pochodzi od bułgarskiego rewolucjonisty i pisarza Georgiego Stojkowa Rakowskiego.
Na terenach dzisiejszego Rakowskiego w Generale Nikołajewie urodził się bułgarski biskup ordynariusz nikopolski: Samuił Dżundrin.